# Gephyrocharax valencia
Gephyrocharax valencia är en fiskart som beskrevs av Eigenmann 1920. Gephyrocharax valencia ingår i släktet Gephyrocharax och familjen Characidae. Inga underarter finns listade i Catalogue of Life.